# Ulf Jensen-Carlén
Ulf Jensen-Carlén född Ulf Christian Alexander Jensen-Carlén 30 januari 1926 i Stockholm, död 25 april 2008 i Rasbo församling, var en svensk kompositör och sångtextförfattare.
Ulf Jensen-Carlén är gravsatt i Vaksala kyrkogårds minneslund, Uppsala.

## Filmmusik
- 1957 - Blondin i fara
- 1957 - Aldrig i livet